# ニール・テナント
ニール・テナント（Neil Tennant、出生名：ニール・フランシス・テナント（Neil Francis Tennant）、1954年7月10日 - ）は、イギリス出身の歌手。イギリスのポップ・デュオ、ペット・ショップ・ボーイズのヴォーカル。